# Polkovnik Ciolakovo, Silistra
Polkovnik Ciolakovo (în bulgară Полковник Чолаково, în română Caibular) este un sat în comuna Kainardja, regiunea Silistra, Dobrogea de Sud, Bulgaria. 
Între anii 1913-1940 a făcut parte din plasa Silistra a județului Durostor, România.

## Demografie
Componența etnică a satului Polkovnik Ciolakovo
     Turci (88,28%)
     Bulgari (5,02%)
     Romi (1,25%)
     Nicio identificare (5,43%)
La recensământul din 2011, populația satului Polkovnik Ciolakovo era de 239 locuitori. Din punct de vedere etnic, majoritatea locuitorilor (88,28%) erau turci, existând și minorități de bulgari (5,02%) și romi (1,25%). Pentru 5,43% din locuitori nu este cunoscută apartenența etnică.